# Tangstedt (powiat Stormarn)
Tangstedt (dolnoniem. Tangsteed) – gmina w Niemczech, w kraju związkowym Szlezwik-Holsztyn, w powiecie Stormarn, administracyjnie należy do urzędu Itzstedt w powiecie Segeberg.